# Ashton Kutcher

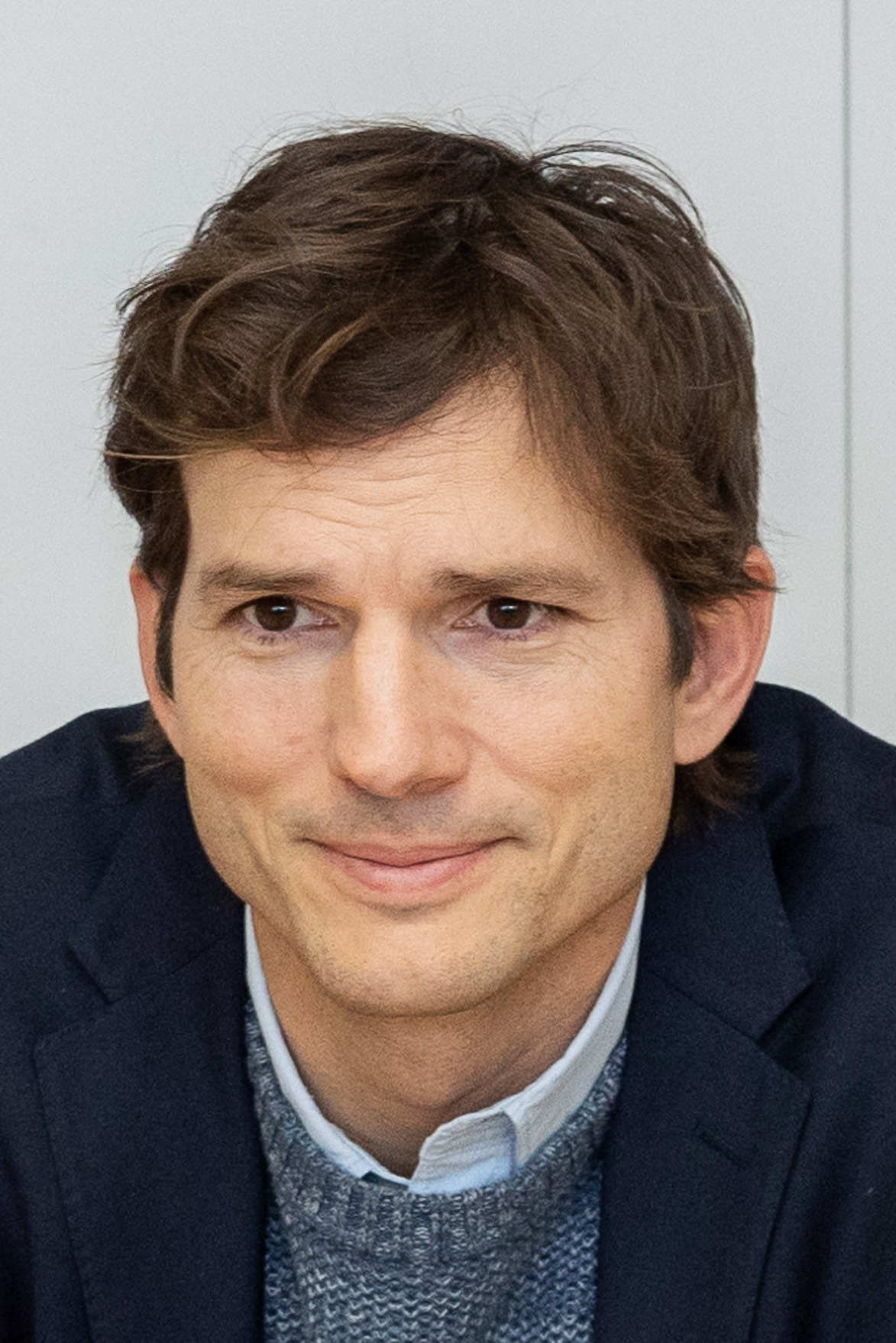
Ashton Kutcher (2023)

Christopher Ashton Kutcher (* 7. Februar 1978 in Cedar Rapids, Iowa) ist ein US-amerikanischer Schauspieler, Moderator und Unternehmer.

## Leben
Bei Ashton Kutchers Zwillingsbruder Michael wurde bereits in jungen Jahren ein Herzfehler festgestellt, sodass sich dieser im Alter von dreizehn Jahren einer Herztransplantation unterziehen musste.
Kutcher studierte an der University of Iowa zunächst Biochemie. Um sich das Studium zu finanzieren, arbeitete er als Reinigungskraft. Nachdem er von einem Talentsucher entdeckt worden war, zog er nach New York, wo er Angebote als Model und für Werbespots erhielt.

### Karriere
Kutcher wurde 1998 durch die Rolle des Michael Kelso in der Fernsehserie Die wilden Siebziger bekannt. Nach seiner Mitwirkung in dem Independent-Film Coming Soon 1999 wurde man auch in Hollywood auf ihn aufmerksam. So erhielt er 2000 eine Rolle in dem Film Wild Christmas neben Ben Affleck. Außerdem konnte man ihn in Filmen wie Den Einen oder Keinen mit Freddie Prinze junior und Julia Stiles, in der Komödie Ey Mann, wo is’ mein Auto? mit Seann William Scott, im Film Texas Rangers (2001) neben James Van Der Beek und 2003 in David Zuckers Partyalarm – Finger weg von meiner Tochter sehen.
Ebenfalls 2003 wirkte Kutcher mit Brittany Murphy in der Filmkomödie Voll verheiratet mit. Die beiden waren nach den Dreharbeiten sieben Monate lang ein Paar. 2004 war Kutcher in dem Mystery-Thriller Butterfly Effect zu sehen, den er mitproduziert hat. 2005 drehte er an der Seite von Amanda Peet den Film So was wie Liebe. In Bobby, einem Episodenfilm über den Mord an Robert Kennedy, wirkte Kutcher an der Seite seiner damaligen Frau Demi Moore mit. 2008 war er neben Cameron Diaz in dem Film Love Vegas in der Hauptrolle zu sehen.
Von 2003 bis 2007 hatte Kutcher beim Musiksender MTV eine eigene Show namens Punk’d, in der Prominente ohne ihr Wissen ungewöhnlichen Situationen ausgesetzt wurden, um ihre Reaktionen zu testen und sie anschließend zu überraschen. Im Mai 2011 wurde bekannt, dass er die Nachfolge von Charlie Sheen in der Erfolgsserie Two and a Half Men antreten würde. Er erhielt 700.000 US-Dollar pro Episode und war somit zeitweise der bestbezahlte Sitcomdarsteller. Die Serie endete nach über 260 Episoden im Februar 2015.
Kutcher wird im Deutschen in den meisten Produktionen von Marcel Collé synchronisiert. In Die wilden Siebziger und Freundschaft Plus liehen ihm Marc Oliver Schulze und in The Ranch Philippa Jarke ihre Stimmen.

### Unternehmer
Kutcher hat erfolgreich in zahlreiche Technologie-Startups wie Skype, Foursquare, Duolingo, Airbnb, Airtable, Dapper Labs, OpenSea, Path sowie die Berliner Start-ups Amen und GoButler investiert.
Zusammen mit Guy Oseary besitzt er die Venture-Capital Firma „Sound Ventures“.
In Los Angeles besitzt er die Restaurants Dolce und Geisha House. Nebenbei arbeitet Kutcher als Produktentwickler für den Computerhersteller Lenovo. Des Weiteren ist er Vorsitzender der Medienfirma a plus (A+), eines Nachrichtenportals.

### Privatleben

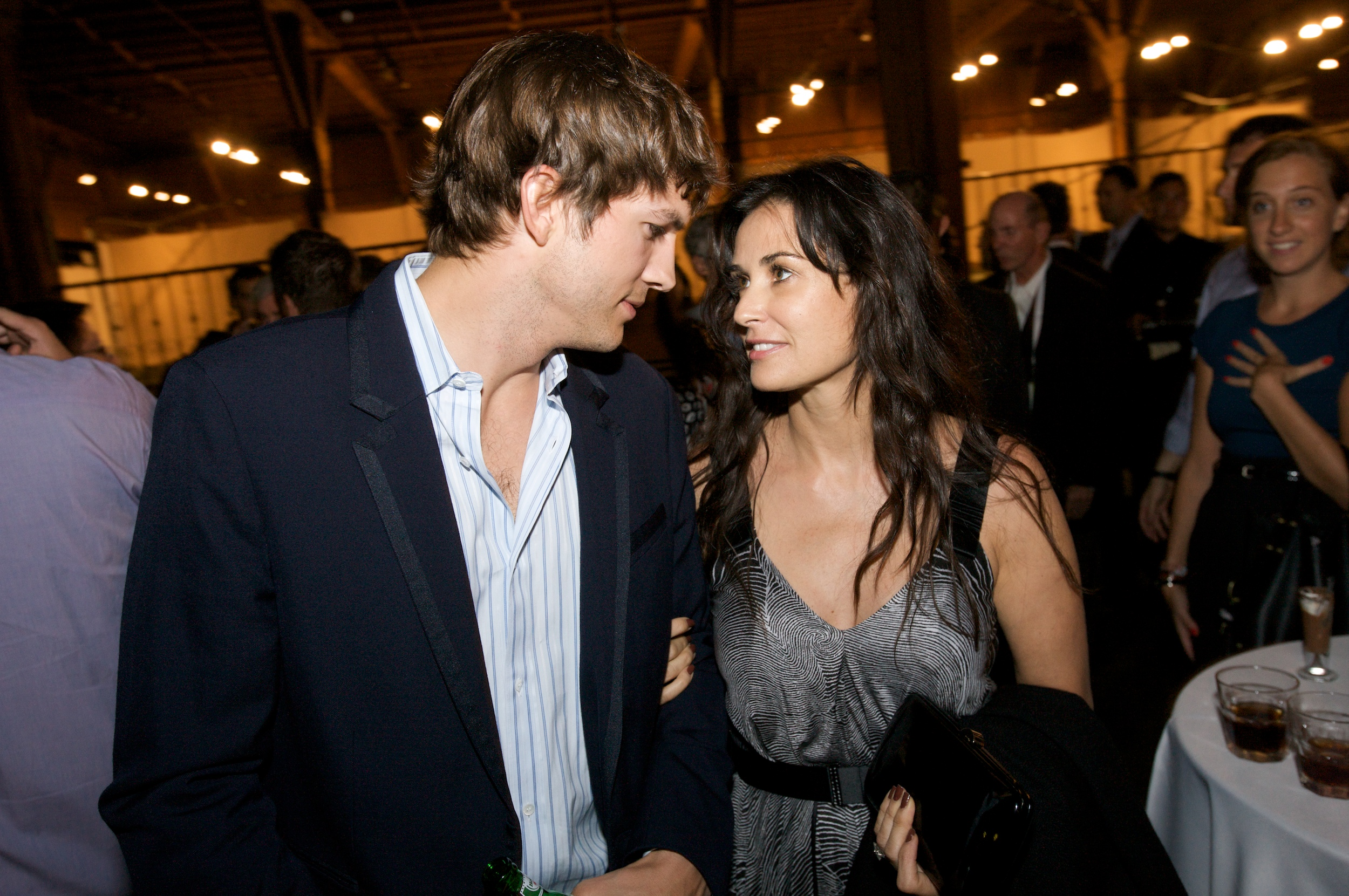
Kutcher und Demi Moore (2008)

2001 wurde Kutchers damalige Freundin Ashley Ellerin im Alter von 22 Jahren von dem Serienmörder Michael Gargiulo in ihrer Wohnung erstochen. Kutcher wollte sie zu Hause abholen, doch als sie die Tür nicht öffnete, nahm er an, sie sei schon ohne ihn zu einer Grammy-Aftershowparty losgegangen. Kutcher sagte im Prozess 2019 gegen Gargiulo aus. Dieser wurde im Juli 2021 zum Tode verurteilt.
Kutcher war von 2005 bis 2011 mit seiner Schauspielkollegin Demi Moore verheiratet. Beide lebten mit Moores und Bruce Willis’ gemeinsamen Töchtern Rumer, Scout LaRue und Tallulah Belle in Hailey in Idaho. Wie seine Ex-Frau gehört er zu den Anhängern der Hollywood-Kabbala.
Seit Mitte 2012 ist er mit der Schauspielerin Mila Kunis liiert, die in der US-amerikanischen Sitcom Die wilden Siebziger seine Freundin Jackie gespielt hatte. Das Paar heiratete 2015 und hat eine 2014 geborene Tochter und einen 2016 geborenen Sohn.
Im August 2022 gab Kutcher bekannt, dass bei ihm zwei Jahre zuvor eine Vaskulitis diagnostiziert worden war, die sein Gehör, sein Sehvermögen und seine Mobilität im Laufe eines Jahres beeinträchtigt hatte.

### Engagement
Kutcher gibt vor, sich gegen Kindesmissbrauch einzusetzen. Großes Aufsehen in Deutschland erlangte er, als er auf Twitter öffentlich Kontakt mit den SPD-Parteivorsitzenden Saskia Esken und Norbert Walter-Borjans bezüglich einer Abstimmung suchte. Gemeinsam mit Demi Moore gründete er 2009 die als gemeinnützig anerkannte Organisation Thorn, die Software zur Überwachung von Chatprotokollen anbietet. Kutcher lobbyiert dabei bei der EU-Kommission, und im Speziellen bei der Präsidentin der Europäischen Kommission Ursula von der Leyen, für den Einsatz von Thorns Software im Zuge der geplanten Massenüberwachung der internetgestützten Kommunikation innerhalb der EU. Auch die für das Thema zuständige Kommissarin Ylva Johansson traf sich mehrere Male mit Kutcher und flog dafür teilweise eigens in die USA. Diego Naranjo, der Leiter Politik bei der Bürgerrechtsorganisation European Digital Rights (EDRi), beklagt die Verflechtung Thorns mit vielen anderen Lobby-Vereinigungen: „Das am meisten kritisierte europäische Gesetz zum Thema Technologie im letzten Jahrzehnt ist das Produkt der Lobby privater Unternehmen und der Strafverfolgungsbehörden.“
Während des russischen Überfalls auf die Ukraine 2022 sammelten Ashton Kutcher und Mila Kunis für die Menschen in der Ukraine über 30 Millionen Dollar Spendengelder. Mit einem Eigenanteil von drei Millionen Dollar und der Unterstützung von rund 65.000 Spendern kam dieser Betrag im März 2022 innerhalb von zwei Wochen zusammen.

## Filmografie (Auswahl)
- 1998–2006: Die wilden Siebziger (That 70’s Show, Fernsehserie, 183 Folgen)
- 1999: Coming Soon
- 2000: Den Einen oder Keinen (Down to You)
- 2000: Wild Christmas (Reindeer Games)
- 2000: Ey Mann, wo is’ mein Auto? (Dude, Where’s My Car?)
- 2001: Texas Rangers
- 2002: Keine Gnade für Dad (Grounded for Life, Fernsehserie, Folge 2x21)
- 2003: Voll verheiratet (Just Married)
- 2003: Partyalarm – Finger weg von meiner Tochter (My Boss’s Daughter)
- 2003: Im Dutzend billiger (Cheaper by the Dozen)
- 2003–2007: Punk’d (Fernsehserie)
- 2004: Butterfly Effect (The Butterfly Effect)
- 2005: Guess Who – Meine Tochter kriegst du nicht! (Guess Who)
- 2005: So was wie Liebe (A Lot Like Love)
- 2006: Jede Sekunde zählt – The Guardian (The Guardian)
- 2006: Bobby – Der letzte Tag von Robert F. Kennedy (Bobby)
- 2006: Jagdfieber (Open Season, Stimme)
- 2008: Love Vegas (What Happens in Vegas)
- 2009: Gemeinsam stärker – Personal Effects (Personal Effects)
- 2009: Toy Boy (Spread)
- 2010: Valentinstag (Valentine’s Day)
- 2010: Kiss & Kill (Killers)
- 2011: Freundschaft Plus (No Strings Attached)
- 2011: Happy New Year (New Year’s Eve)
- 2011–2015: Two and a Half Men (Fernsehserie, 84 Folgen)
- 2013: Jobs
- 2014: Annie
- 2016–2020: The Ranch (Fernsehserie, 80 Folgen)
- 2022: Rache auf Texanisch (Vengeance)
- 2022: The Boys (Fernsehserie, 1 Folge)
- 2023: Die wilden Neunziger (That ’90s Show, Fernsehserie, Folge 1x01)
- 2023: Your Place or Mine

## Auszeichnungen
- 2011: Goldene Himbeere als Schlechtester Schauspieler für Kiss & Kill und Valentinstag

## Nominierungen
- 2004: Goldene Himbeere als Schlechtester Schauspieler für Im Dutzend billiger, Voll verheiratet und Partyalarm – Finger weg von meiner Tochter
- 2004: Goldene Himbeere als Schlechtestes Leinwandpaar (zusammen mit entweder Brittany Murphy oder Tara Reid) für Voll verheiratet oder Partyalarm – Finger weg von meiner Tochter
- 2009: Goldene Himbeere als Schlechtestes Leinwandpaar (zusammen mit Cameron Diaz) für Love Vegas
- 2014: Goldene Himbeere als Schlechtester Schauspieler für Jobs